# Catonephele columbana
Catonephele columbana är en fjärilsart som beskrevs av Hans Ferdinand Emil Julius Stichel 1901. Catonephele columbana ingår i släktet Catonephele och familjen praktfjärilar. Inga underarter finns listade i Catalogue of Life.